# Eva Transportes

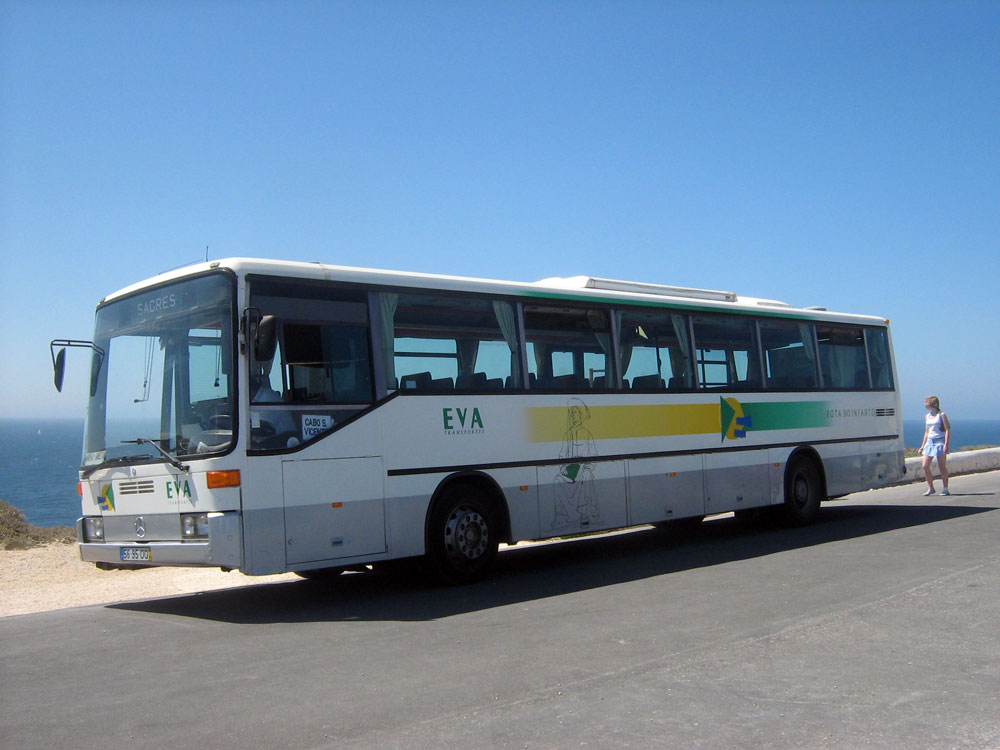
Uno de los autobuses de la compañía, en el Cabo de San Vicente.

Eva Transportes S. A. es una empresa privada de transportes de Portugal que opera en la zona suroeste del país.

## Historia
La historia de Eva Transportes da comienzo en los primeros compases del siglo XX, momento en el cual en El Algarve estaba en marcha un proceso de fusiones y adquisiciones entre pequeñas empresas de transportes, del cual surgió la Empresa de Viação do Algarve en 1933. Estableció su sede en Faro, y operó en la zona central de El Algarve y el interior del Baixo Alentejo. En paralelo a esto surge otra empresa con sede en Olhão: E. R. S. A.
Ambas operarían con normalidad durante aproximadamente medio siglo, hasta que en junio de 1967 fueron nacionalizadas, dando lugar al centro de Exploração de Passageiros n.º 9 da Rodoviária Nacional E.P. Quince años más tarde, en enero de 1991, este grupo fue dividido, dando origen a la Rodoviária do Algarve, también pública. Sin embargo, en mayo de 1992 la empresa fue privatizada, dando por fin lugar a lo que hoy se conoce como Eva Transportes.
Desde entonces, la empresa ha ido progresando, y solo cinco años más tarde, en 1997, Eva Transportes contaba con una flota de 258 vehículos. En la actualidad la empresa sigue operando preferentemente en la zona sur de Portugal, aunque también cuenta con rutas internacionales, como Sevilla, o a grandes ciudades lusas, como Lisboa u Oporto.